# Витраж

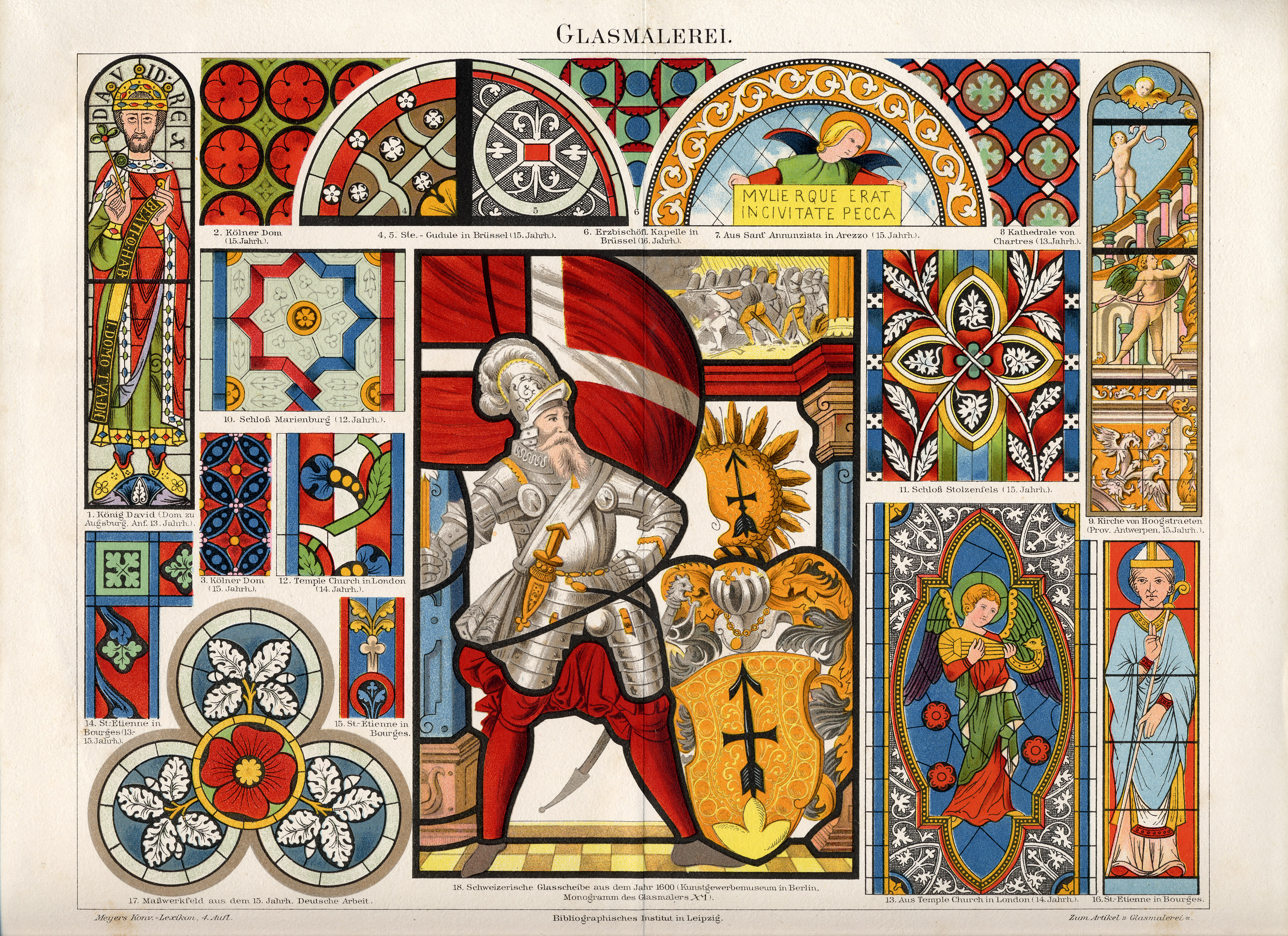
Витражи

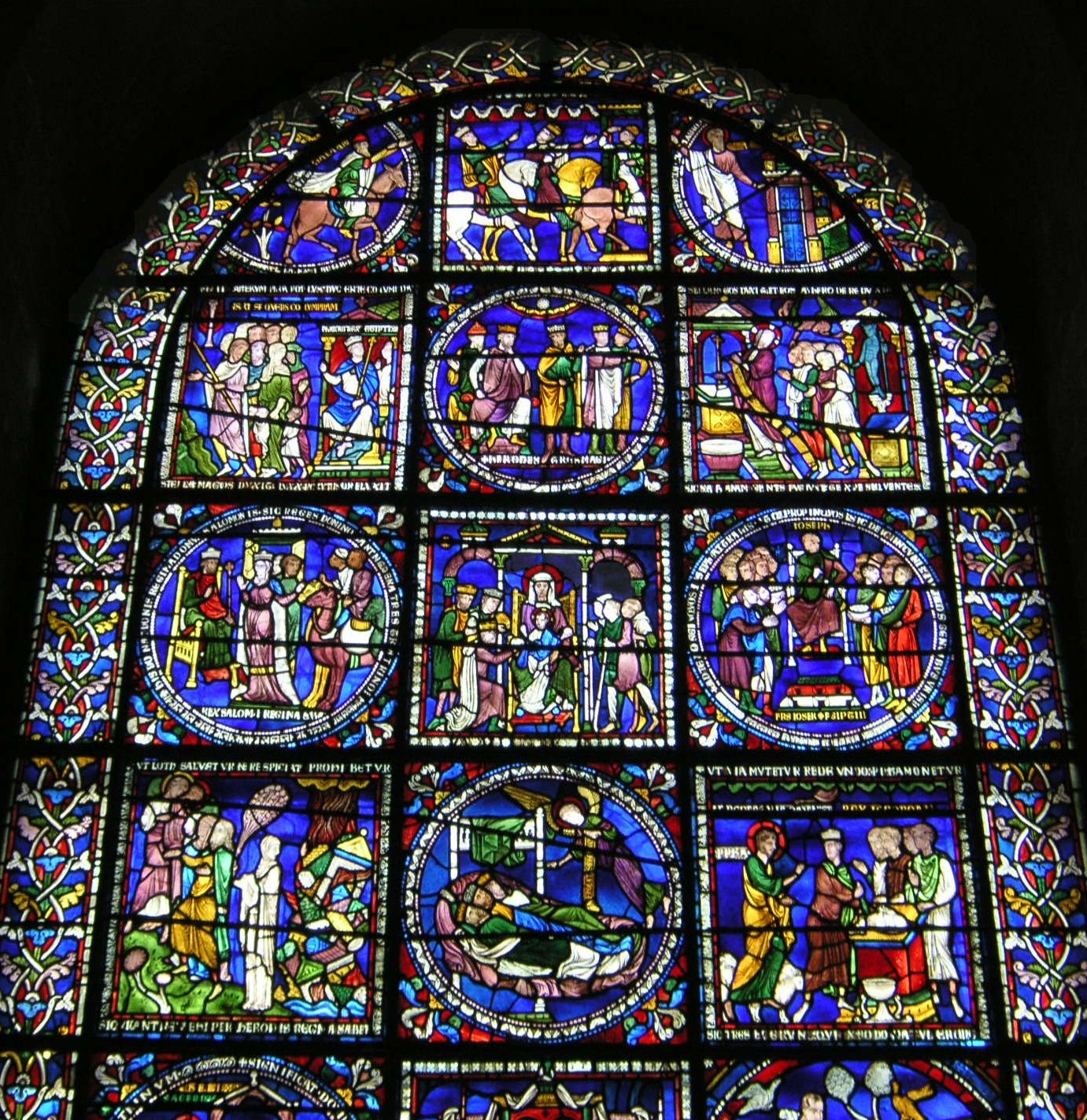
Верхняя половина окна Библия бедняков, Кентерберийский собор, Великобритания

Витра́ж (фр. vitrage — застекление, от лат. vitrum — стекло) — в общем значении: застеклённая поверхность стен, оконных или дверных проёмов; остеклённые ограждающие конструкции; в том числе с применением стёкол с картинами или цветными узорами. В истории искусства — общее название картин из стекла, воспринимаемых на просвет и выполненных в разных техниках. История витража отражает развитие этого искусства от несложных технических приёмов через совершенствование художественного ремесла к изысканным произведениям монументально-декоративного искусства.

## Основные этапы развития витражного искусства
В литературных источниках есть упоминания о витражах эллинистического Египта и Сирии (обе страны являются родиной стеклоделия) IV—III в. до н. э. Они были «накладными»: кусочки разноцветного стекла как мозаику накладывали на бесцветное.
В Византии, а также в средневековой архитектуре Равенны и Венеции, раннехристианских базиликах Рима, окна забирали ажурными мраморными решётками либо закрывали тонкими просвечивающими на солнце пластинами из мрамора, алебастра или селенита. Но сохранились и фрагменты витражей, в частности, окон апсиды первой церкви монастыря Хора (Кахрие-Джами) в Константинополе. Они выполнены не позднее 1120 года и представляют собой куски стекла, оправленные в свинец и расписанные синей, жёлтой, пурпурной и зелёной эмалями. По литературным описаниям известно о несохранившихся витражах в окнах храма Св. Софии в Константинополе (537).
Искусство витража не получило значительного развития в романскую эпоху. Апогей витражного искусства приходится на эпоху готики. Аббат Сугерий (Сюжер) при строительстве церкви Сен-Дени близ Парижа особое значение придавал символике света, и это открыло новые возможности искусства витража в храме. Витражи перехватывали свет солнца и озаряли цветными лучами пространство церкви, что создавало мистическое ощущение. Среди сохранившихся верхних витражей хора церкви Сен-Дени есть окно с изображением аббата, держащего в руках «витражное творение» (création de vitraux) (1144). Сохранились также северная и южная «розы» трансептов, квадрифолии и трифолии больших стрельчатых окон нефов.
В  «паечных витражах»  готических соборов свинцовые перемычки (в пересечениях их спаивали оловом) следовали контуру рисунка, а цветные стёкла дополняли росписью шварцлотом (чёрной краской из окислов меди и железа) — прорисовывали лица и руки фигур, складки одежд и детали орнамента — и закрепляли посредством обжига. Чёрный контур перемычек усиливал контраст красок. Французское название «паечного», или «перегородчатого», витража: клуазонне́ (фр. cloisonné — разделённый перегородками, от cloison — перегородка, перемычка). Для окраски стёкол в массе применяли сульфит железа (красно-коричневый цвет), нитрат серебра (жёлто-оранжевый цвет), окислы марганца (фиолетовый), кобальта (сине-голубой). Для получения зелёных оттенков использовали наложения стёкол. Мастеров именовали витрариями (лат. vitrarius).
Наиболее знамениты средневековые витражи французских соборов: Руана, Шартра, Реймса, Анже, Буржа, Клермон-Феррана, Страсбурга и капеллы Сент-Шапель в Париже. В Англии витражи сохранились в соборах Йорка, Глостера, Кентербери, Линкольна. Самым древним образцом считают витраж с изображением лика Спасителя из Висамбура (Виссембурга) близ Страсбурга (XI в.).
В XIV—XV веках свинцовые перемычки становились тоньше и незаметнее, увеличивался размер стёкол, расписанных гризайлью «под гравюру» специальной чёрной краской шварцлотом (с последующим обжигом). В конце концов в качестве перемычек остались лишь рамы, разделяющие большие стёкла с полихромной росписью. Мастера применяли дублирование — совмещение разноцветных стёкол, что позволяло использовать множество оттенков. В доме Жака Кёра в Бурже — выдающемся памятнике французского Ренессанса — сохранились светские витражи XV века.
В эпоху Северного Возрождения XVI века в окнах рыцарских замков появлялись расписные витражи с геральдикой владельцев. Получили распространение кабинетные витражи (нем. Kabinett Glasmalerei, в том числе с использованием «лунного стекла» (нем. Glasscheiben). Круглые «лунулы» в свинцовых оправах составляли фон, в центре которого помещали расписные клейма с портретами или гербами владельцев замка.
Расписные ренессансные витражи воспроизводили композиции популярных гравюр А. Дюрера, М. Раймонди и других художников. Специальные рисунки кабинетных витражей делали немецкие кляйнмайстеры: Г. Альдегревер, Й. Амман, Й. Зильбер, В. Солис, П. Флётнер, а также Х. К. Ланг Старший, Т. Штиммер.
В эпоху маньеризма и барокко витражи были вытеснены иллюзорными росписями и скульптурой. Мастера-витрарии пытались подражать живописцам, но в результате уже к концу XVI века витражное искусство потеряло свою оригинальность и в непосильной борьбе с живописью стало выглядеть архаичным.
Возрождение витражного дела происходило во второй половине XIX века в мастерских «Искусства и ремёсла» Уильяма Морриса в Англии и к концу столетия, в период модерна в Германии. В Италии в это же время возрождением и реставрацией расписного витража занимались отец и сын Джованни Баттиста и Джузеппе Бертини.
В 1880-х годах центром нового витражного искусства стал город Мюнхен, столица Баварии. Традиции искусства росписи по стеклу сохранялись в народном творчестве и художественных ремёслах разных стран. Во Франции витражи использовал выдающийся художник стиля ар нуво Э. Гимар, в Шотландии — Ч. Р. Макинтош в США — Л. К. Тиффани.
В искусстве модерна (стиле ар нуво) и позднее, в стиле ар деко, помимо паечной техники художники стали использовать моллирование стекла, травление, пескоструйную обработку, «мраморное» стекло (матированное со свилями) нежных палевых, перламутровых оттенков. Наборные витражи использовали в дверцах буфетов и сервантов, в окнах лифтов и лестничных клеток (с электрической подсветкой), в оформлении интерьеров роскошных экспрессов и океанских лайнеров. В 1949—1951 годах французский живописец Анри Матисс использовал витраж в оформлении Капеллы Чёток — выдающегося произведения модернистского искусства.

## Витраж в России
Стекло в России не было традиционным и столь любимым материалом, таким как дерево или керамика. Тем не менее, в период национального романтизма, в первой трети XIX века витражи эпизодически появлялись в садово-парковых сооружениях, стилизованных под западноевропейскую готику, или в загородных дворцах, например в «Готической руине» — башне «Шапель» в Царском Селе (1825—1828) или во дворце «Коттедж» в Петергофе (1826—1829), построенным по проектам архитектора А. А. Менеласа. «Готические» витражи имелись в «готическом кабинете» усадьбы Марьино петербургской губернии (архитектор П. С. Садовников) и в усадьбе Марфино под Москвой (архитектор М. Д. Быковский).
Витражи в России называли в то время «транспарантными картинами» (фр.  transparent — прозрачный). В 1843 году в главном храме Санкт-Петербурга — Исаакиевском соборе — в огромном окне апсиды был установлен нетрадиционный для православного храма паечный витраж с образом Спасителя в полный рост. Этот факт связан с одним из вариантов оформления интерьера храма, разработанного по инициативе императора Николая I немецким архитектором Лео фон Кленце. Витраж создан в Мюнхене, на знаменитом в XIX столетии предприятии — «Заведении живописи на стекле» при Королевской фарфоровой мануфактуре (нем. Königlich Bayrische Hofglasmalerei) по эскизу Г. М. фон Хесса М. Э. Айнмиллером. Витраж установлен на месте А. Ф. Перницем. До этого Перниц занимался «живописью на стёклах для загородных дворцов». Витражи по рисункам Перница имелись в комнатах Гатчинского дворца и в «Молельне» дворца в Царском Селе. Одним из учеников Перница был П. С. Васильев.
В 1882 году в Москве состоялась выставка мюнхенских витражей, которая стала «заметным событием художественной жизни». В Мюнхене искусство витража осваивал русский художник В. Д. Сверчков. В 1867 году Сверчков организовал под Мюнхеном мастерские по изготовлению декоративных элементов оформления интерьеров, в том числе витражную мастерскую. В Санкт-Петербурге Сверчков создавал расписные витражи для Конференц-зала Академии художеств (1873), в Москве — в «русском стиле» для Теремного дворца и Оружейной палаты Московского кремля.
Развитие искусства витража в России во многом связано с деятельностью мюнхенского художника Ф. Станика. В 1883 году в Москве Ф. Станик организовал мастерскую обучения «стекольно-живописному искусству». Витражная мастерская действовала в Петербургской Академии художеств. В 1904—1907 годах в Париже витражному искусству обучался выпускник Центрального Училища технического рисования барона А. Л. Штиглица в Санкт-Петербурге, латыш Карл Бренцен (Бренсонс). В 1907—1917 годах он руководил в Училище Штиглица классом витражного искусства.
Одним из самых выдающихся мастеров расписного витража был латышский художник Эрнст Тоде. Он учился в Риге и Мюнхене, работал в Харькове. С 1895 года Э. Тоде возглавлял большую витражную мастерскую в Риге, которая выполняла заказы на витражи для Варшавы, Санкт-Петербурга, Саратова и Тифлиса. В 1914—1918 годах Э. Тоде работал в Мюнхене.
Для архитектуры модерна Санкт-Петербурга и Москвы типичны паечные (перегородчатые) витражи, вызывающие ностальгию по классике и, одновременно, соответствующие стилизаторским устремлениям архитекторов. Витражи включали в свои проекты жилых, доходных домов и административных зданий Ф. И. Лидваль, А. С. Хренов. С 1989 года в Санкт-Петербурге действует мастерская по реставрации и воссозданию утраченных витражей периода модерна.
В 1960-х годах литовские художники стали использовать глубокое травление массивного стекла, оклейку с помощью эпоксидной смолы и, наконец, — эрклёз (массивные куски колотого стекла, оправленного в бетонную основу). Такая технология отражала эстетику «сурового стиля», распространённого в те годы в искусстве СССР. В 1970—1980-х годах художники осваивали индустриальные методы набора витражей из разноцветных стеклоблоков на металлической арматуре, в частности «армированный литой витраж», когда арматура, вплавленная в стекло, формует контуры заданного художником рисунка. Существует роспись стеклоткани, рисование и гравировка по акрилату и многие другие приёмы, которые, однако, мало привносят в художественное развитие витражного искусства, расцвет которого остался в прошлом.

### Имитации витражей
Пока одни мастера овладевали секретами изготовления настоящего витража, другие осваивали рынок, выпуская «подделки»: расписывали оконные стёкла недолговечными масляными красками, или наклеивали на окна бумагу с рисунками, имитируя тем самым настоящие красочные витражи. Императорский стеклянный завод в Санкт-Петербурге по воле императора Николая I также оказался вовлечён в процесс освоения нового для России ремесла. На этом придворном предприятии изготавливали одноцветные стеклянные пластины без росписи. Поэтому витражи этого завода вначале представляли собой набор однотонных стёкол, образующих в оконном переплёте простой геометрический узор. Так, в
церкви Св. Александра Невского («Готической капелле») в парке Александрия в Петергофе (1831—1833); (проект К. Ф. Шинкеля; арх. А. Менелас, И. Шарлемань), разноцветные розы над порталами напоминали калейдоскопическую мозаику. Такие примитивные витражи были распространены в русских интерьерах на протяжении всего XIX века, однако, они мало походили на своих прародителей — многоцветные окна в каменном кружеве готических соборов.

### Витражи Императорского стеклянного завода
Важный этап истории витражей в России связан с деятельностью Императорского стеклянного завода (ИСЗ), где помимо основной продукции расписывали стёкла для окон. Такой тип картин на стекле был распространён в странах Западной Европы с 1830-х годов. Картины для окон составляли из нескольких крупных пластин стекла. Однако постепенно техника стеклоделия, росписи и обжига настолько усовершенствовались, что появилась возможность писать картину на цельном стекле, как на куске холста. Сохранились всего два подобных витража Императорского завода: «Ангел молитвы» (1857) — копия картины Т. А. Неффа (Государственный музей-заповедник г. Павловска) и «Святое семейство» — копия работы итальянского живописца эпохи Возрождения (музей фарфорового завода им. М. В. Ломоносова). Императорские заводы были «образцовыми» предприятиями, законодателями мод и вкусов: частные стекольные заводы стремились подражать придворной продукции. Однако из-за сложности исполнения и, как следствие — дороговизны картин на стекле, производство их было затруднительным. Создание витражей на Императорском стеклянном заводе существовала около 50 лет — от возникновения в 1840-е до 1890 года, когда ИСЗ как самостоятельное предприятие прекратил своё существование. Известны имена мастеров, создававших витражи на этом придворном предприятии: это Александр Перниц (1809—1881), Однофамильцы Григорий Васильев и Павел Васильев (1834—1904), Иван Муринов (1843—1901). Выявлено более 20 витражей, выполненных на Императорском стеклянном заводе.

### Витражи периода эклектики
Тем временем в русской архитектуре сменился не один «исторический стиль». Витражи, появившиеся как атрибут «готики», не исчезли вместе со снижением интереса к западному средневековью. Они настолько прочно укоренились на русской почве, что в период эклектики их можно было увидеть в интерьерах самых разных стилей. Разноцветные композиции украшали окна как дворцов и особняков знати, так и общественных сооружений и церквей. Витражи стали олицетворять богатство хозяина дома, древность его рода.
Российская стекольная промышленность на протяжении всего XIX века не обеспечивала спрос на произведения художественного стеклоделия: развитие этой отрасли было недостаточным для удовлетворения спроса населения даже на простые изделия первой необходимости. Поэтому витражи в основном привозили из-за рубежа. В 1860-е годы среди заграничных мастерских появилось конкурентоспособное ателье, организованное русским художником Владимиром Дмитриевичем Сверчковым (1822—1888). Его мастерская находилась в Шляйсхайме под Мюнхеном, она была ориентирована в первую очередь на заказы российского императорского Дома, выполняла витражи для церквей и особняков Петербурга, Москвы, Берлина, Лондона, Мюнхена, Турку. Витражи Сверчкова сохранились в зданиях Петербурга и музейных коллекциях, часть известна по старым фотографиям. Среди самых известных его работ — фигуративные витражи в конференц-зале С.-Петербургской Академии художеств. Они сохранились в фондах музея Академии художеств и ожидают реставрации.

### Витражные ателье в России
В российскую стекольную промышленность проник иностранный капитал, что изменило саму её структуру. Появился новый тип предприятия — акционерное общество, которое часто объединяло несколько фабрик. Эти общества часто возглавляли иностранные предприниматели, которые вместе с капиталом привозили в Россию современное оборудование, сырьё для производства и мастеров. В сфере российской стекольной промышленности произошла специализация: если раньше производство стекла, его отделку и декоративную обработку осуществляла одна и та же фабрика, то теперь заводы лишь производят листовое стекло, а отделочные и художественные работы выполняют специализированные мастерские, среди которых появилось большое число витражных ателье. В Петербурге за почти тридцатилетний период (1890-е—1917 гг.) в общей сложности работали около 20 витражных мастерских. Наиболее известные среди них — ателье братьев М. и А. Франк, братьев Оффенбахер, М. Кноха, А. Аноховича и другие Они изготавливали витражи не только для столицы, но и для многих других городов России. Наряду с ними художественную продукцию предлагали представительства заграничных ателье, но их количество в это время было незначительным.

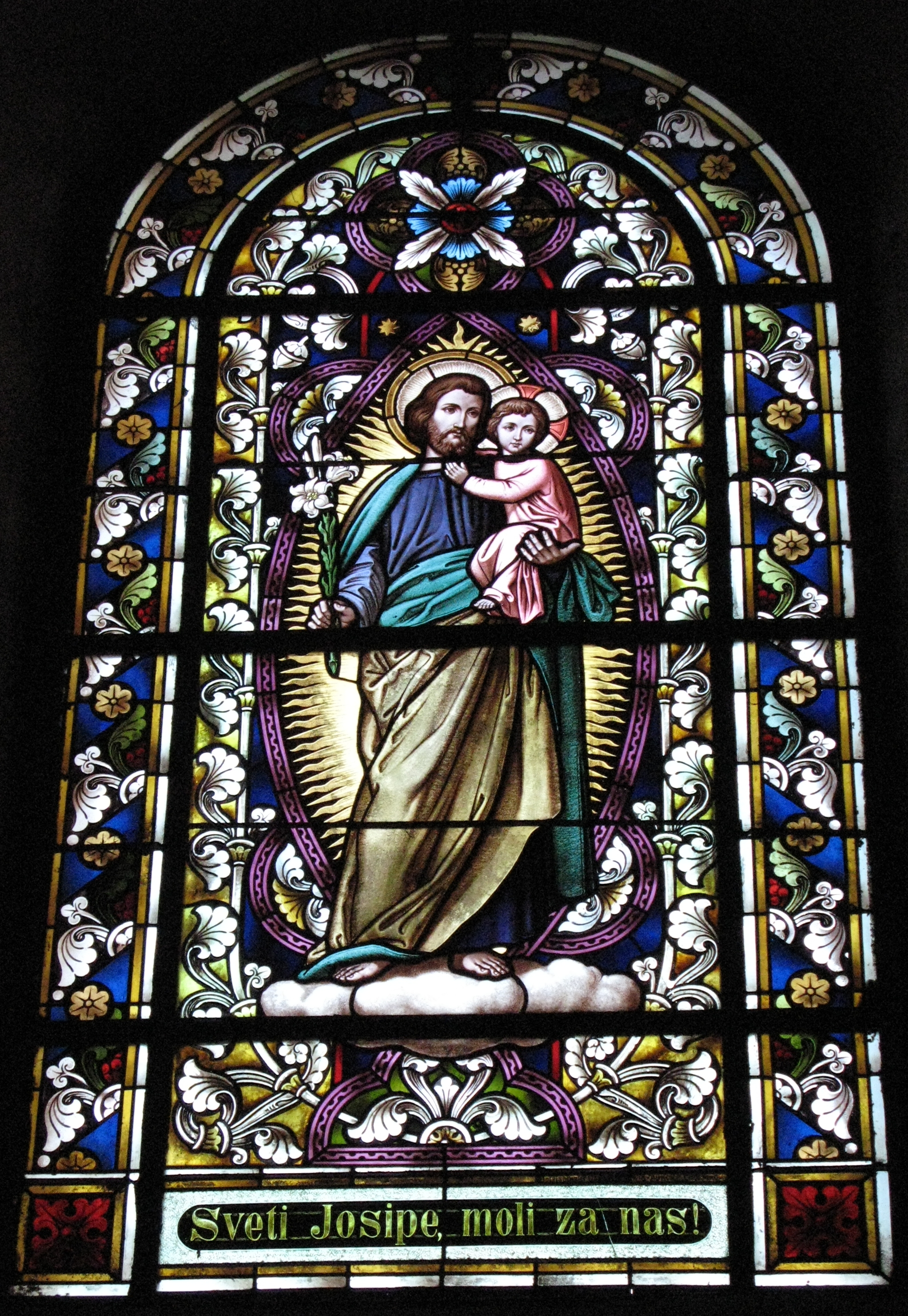
Витраж святого Иосифа
в приходской церкви св. Троицы в Ровище, Хорватия.

Если в 1890-е в сфере отделочных и художественных работ по стеклу приглашение иностранных мастеров было необходимостью, то в 1900-х в России формируются собственные кадры профессиональных художников-витражистов. Подготовка специалистов была организована в образовательных учреждениях столицы: в 1895 году — в Императорском обществе поощрения художеств, в 1899 — в Центральном училище технического рисования барона А. Л. Штиглица.
Таким образом, к началу XX века в России было все необходимое для успешного развития витражного дела. Разноцветные окна перестали быть предметом роскоши и стали доступны большому числу заказчиков. Применение витражей в петербургских зданиях в начале XX столетия приобрело массовый характер. Особняки, церкви, больницы, школы, магазины, рестораны, театры и даже бани украшались витражами.
В конце XIX—начале XX века изменилось и терминологическое обозначение витражного произведения: от «транспаранта», «живописи на стекле» или «стеклянной картины» XIX столетия — к «стеклянной мозаике» в 1880—1890-е. Затем в русской лексике появились термины, в которых подчёркивалась функция витража как декоративно оформленного окна: «узорное окно», «витро» (vitro или vitreau). Лишь в 1900-е в русском языке появилось слово «витраж».

### Витражи в стиле модерн
Русские витражи конца XIX — начала XX веков отражали основные принципы искусства периода модерна. Основой художественной и декоративной практики стиля ар нуво было подражание природным формам во всем многообразии. Круг иконографических мотивов витражей этого периода чрезвычайно широк. Цветы и ветки растений, сплетённые в сложном рисунке стебли или орнаментально упорядоченные мотивы, беспредметные композиции с текучими, плавно изгибающимися линиями, часто образующие букву «омега» — основной набор изображений на витражах модерна. Наряду с ними существовали и другие — геометрические композиции, вариации на тему готической стрельчатой арки, стилизованные изображения гербов, пейзажные композиции. Фигуративные композиции сохранились в нашей стране в незначительном количестве: один из самых эффектных сюжетных витражей посвящён античной мифологии и находится в зале ресторана гостиницы «Европейская».
Одним из примеров русского витражного искусства в архитектуре раннего модерна являются витражи Торгового дома братьев Елисеевых на Невском проспекте в Санкт-Петербурге (архитектор Г. В. Барановский, 1902—1903). Витражи верхней части окон с растительными мотивами в стиле ар нуво полностью сохранились (отреставрированы в 2011 году). Многофигурная витражная композиция в огромном окне-экране главного фасада выражала идеи богатства страны, национальной самобытности и включённости России в общеевропейскую культуру.

Монастырь Жиронимуш. Лиссабон

### Упадок витражного дела в России
С началом Первой мировой войны в 1914 году объёмы стекольного производства в России сократились, строительная деятельность в стране, а вместе с ней и выпуск отделочных материалов были прекращены. После Октябрьской революции все крупные частные производства были национализированы. Витражные мастерские, существовавшие почти исключительно в структуре крупных стекольно-промышленных объединений, прекратили своё существование. Так, недолгая история российских витражей оказалась прервана. Лишь в 1930-е годы в советской архитектуре вновь появился интерес к полихромным просвечивающим композициям, которые составили уже совсем другую эпоху — советского витражного искусства со своей тематикой, новыми материалами, находками и экспериментами.
Старинные российские витражи благодаря усилиям историков и хранителей музеев постепенно возвращаются: они становятся известными по архивным документам, некоторые обнаруживаются в музейных хранилищах. Их реставрируют и демонстрируют на выставках .

### Разновидности технологий, применяемых в современных витражах
- Пескоструйный витраж

Пескоструйный витраж — техника создания рисунка на стекле с помощью пескоструйной установки: обработки поверхности специальным песком из шланга под давлением сжатого воздуха, при которой открытая часть поверхности матируется (при длительной обработке становится рельефной). Другая часть закрывается специальной мастикой, предохраняющей стекло, остающееся прозрачным. В результате после снятия защитного слоя мастики появляется матовый рисунок на прозрачном фоне. Перекрывание мастикой можно производить многократно, добиваясь многопланового рисунка.
- Мозаичный витраж

Мозаичный витраж — наборный витраж, осуществляемый наклеиванием кусочков разноцветного стекла, вырезаемых по контуру рисунка, как правило, без росписи, с помощью эпоксидной смолы или иных составов на основу из бесцветного листового стекла
- Наборный витраж

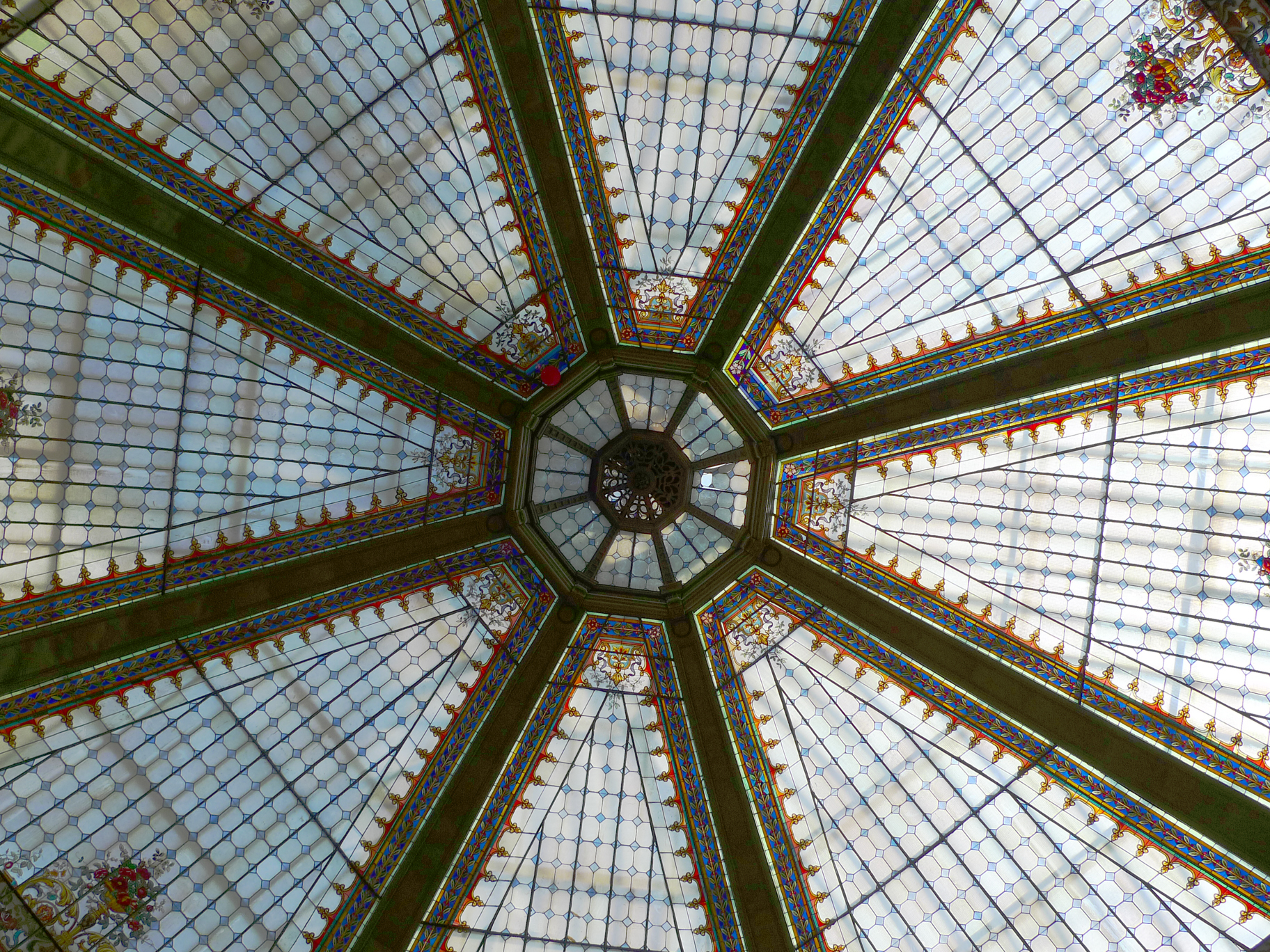
Купол из витража в «Октогон Загреб», Хорватия.

Наборный витраж — другое название мозаичного витража. Простейший вид витража, как правило, без росписи, который создаётся на наборном столе из кусочков сразу вырезаемых или заранее нарезанных стёкол.
- Спечной витраж (фьюзинг)

Спечной витраж или фьюзинг — витражная техника, в которой рисунок создаётся путём совместного запекания разноцветных кусочков стекла или путём впекания в стекло инородных элементов (например, проволоки).
- Расписной витраж

Расписной витраж — витраж, в котором все (или почти все) стёкла расписаны, независимо от того, на цельном стекле написана картина или она собрана в оправу из расписных фрагментов. Возможны незначительные вкрапления фацетных, гранённых, прессованных стёкол.
- Травлёный витраж

Травлёный витраж — техника, в которой заданная художником композиция создаётся с помощью травления слабым раствором плавиковой кислоты, матирующей поверхность прозрачного стекла. Как и в пескоструйной технике, при обработке стекла кислотой используется защитная мастика.
- Паечный витраж

Свинцово-паечный (паечный) витраж — классическая техника витража, появившаяся в Средние века и послужившая основой для всех других техник. Это витраж, собранный из кусочков стёкол в свинцовую оправу, запаянную в стыках. Стёкла могут быть цветными и расписанными краской из легкоплавкого стекла и окислов металлов, которая далее обжигается в специальных (муфельных) печах. Краска накрепко вплавляется в стеклянную основу, составляя с ней единое целое.
- Фацетный витраж

Фацетный витраж — витраж, выполненный из стёкол со снятой по периметру стекла фаской (фацетом, фасцетом) или объёмных, шлифованных и полированных стёкол, имеющих огранку. Чтобы получить широкую фаску (это усиливает эффект от преломлений света) требуется более толстое стекло, что увеличивает вес витража. Поэтому готовые фацетированные детали собирают в более прочную (латунную или медную) оправу. Подобный витраж лучше размещать в межкомнатных дверях, дверцах мебели, так как такая оправа в состоянии выдержать нагрузки открывания/закрывания, а свинец в этом случае провисает. Золотистый оттенок медной или латунной оправы придаёт вещам драгоценный вид, будучи видимым не только на просвет, но и в отражённом свете, что особенно важно для мебельных витражей.
- Комбинированный витраж

Комбинированный витраж — витраж, сочетающий в себе несколько приёмов, например: расписной медальон и технику мозаичного набора, фацетное остекление в качестве фона. В старину такие сочетания достигались путём подгонки уже готовых, часто купленных витражей под более широкий оконный проём, когда недостающие части просто доставляли, придавая этому остеклению вид орнамента. Комбинированный витраж сегодня очень популярен: он позволяет добиться богатства фактур, оптических эффектов, декоративной насыщенности при создании абстрактных композиций, при решении сложных образных задач, создании атмосферы, построенной на контрастах.
- Кабошон

Кабошон — рельефная фигурная вставка в витраже, в основном прозрачная, часто прессованная или отлитая (моллированная) в форму, внешним видом напоминающая каплю воды или стеклянную пуговицу. Витражный кабошон может быть полусферой или слегка приплюснутой полусферой с бортиком для крепления в оправу, а также более сложной формы.
- Узор «Мороз»

Узор «Мороз» — фактура стекла, получаемая при помощи нанесения столярного клея или желатина (годится также рыбий клей) на заранее запескоструенную, зацарапанную, протравленную или затёртую абразивом поверхность. При данной технике используется свойство высыхающего клея уменьшаться в объёме. Горячий клей затекает и въедается в шероховатости соответственно обработанной поверхности, а по мере высыхания, он начинает отскакивать, выдирая тонкие пластинки стекла. Получается фактура, своим рисунком напоминающая морозные узоры на окне.
- Нацвет

Нацвет — тонкий слой цветного стекла, лежащий на более толстом (обычно бесцветном) в цельном изделии. Нацвет изготавливается при «горячем» формовании. Снятие этого слоя гравировкой, алмазной гранью, способом пескоструйной обработки или травлением позволяет получать контрастный, силуэтный рисунок (белый на цветном фоне или, наоборот).
- Многослойное травление

Многослойное травление — травление специальными составами в несколько планов, достигаемое постепенным протравливанием стекла на разную глубину, поэтапным снятием защитного лака или постепенным его нанесением. Получается более объёмный рисунок, даже ощутимый рельеф на стекле, а не просто заматовка поверхности по трафарету. Матовый трафаретный рисунок, выполненный в один приём — наиболее простой способ травления, не требующий дополнительного снятия или нанесения лака, так как повторно стекло не травится. Обозначения оправы
Оправа, оплётка, протяжка, шинка, профиль — профессиональные обозначения оправы, в которую вставляются фигурные детали (стёкла), образующие витраж. В классическом витраже материалом для оправы является свинец. В XVI в. для производства свинцового профиля придумали вальцы, что повысило качество работы и значительно ускорило процесс создания витражей. С тех пор оправа принимает свой профиль путём проката через механические вальцы из свинцовых отливок, отлитых заранее в деревянную или металлическую форму.
- Рюмочная плитка

Рюмочная плитка — вульгарно-разговорное название «лунного стекла».
- Транспарант

Транспарант (транспарантные или транспарентные стёкла) — просвечивающиеся стёкла, живопись на стекле, воспринимающаяся на просвет. Транспарантная роспись осуществляется, как правило, безобжиговыми составами, например, пигментом с каким-либо связующим, живопись масляной или темперной краской, часто по матовому стеклу. Транспарантная живопись была популярна на заре витражного искусства в России по причине простой и доступной техники выполнения (по сравнению с работой силикатными красками и эмалями с последующим обжигом).
- Эрклёз

Эрклёз — витражная композиция или декоративная вставка в витраж с использованием колотого стекла (с поверхностью в виде сколотых граней). Грубо обработанные «глыбы» особенно эффектно преломляют свет. Их соединяют металлической арматурой либо монтируют в бетонную оправу, которая воспринимается тёмным, почти чёрным фоном, обрамлением ярко «горящих» разноцветных стёкол.
- Бендинг

Бендинг — изгибание (моллирование) витража в печи для придания ему полукруглой цилиндрической или угловой формы. Технология повторяет фьюзинг, но температурный режим и оснастка другие.
- Шебеке (панджара)

Шебеке или панджара — ажурная решётка, являющаяся оконным переплётом, вырезанным, как правило, из камня или дерева, часто с разноцветными стёклами.
- Контурный заливной витраж

Контурный заливной витраж — на лист стекла наносится изображение акриловыми полимерами. 1-й этап — нанесение контура: имитация свинцовой пайки классического витража. Контур имеет незначительный объём, что придаёт изделию дополнительную фактурность, максимально приближая его к внешнему сходству с классическим витражом. 2-й этап — заполнение промежутков, образованных контурной линией, цветными полимерами. Цветные заливки выполняются вручную, что позволяет использовать максимальное количество цветовых оттенков и эффектов. Технология может применяться на любом виде стекла, в том числе на зеркале или химически травленой поверхности, что расширяет вариативность декоративных эффектов.

## Классификация витражей
В настоящее время выделяют несколько разных типов витражей в зависимости от техники изготовления:
- Классический (наборный или мозаичный) витраж — образован прозрачными кусками стекла, удерживаемыми перегородками из свинца, меди, латуни. Классический витраж подразделяется на свинцово-паечный (собирается на свинцовый профиль) и витраж по технологии Тиффани (собирается на медную ленту).
- Расписной витраж — на поверхность стекла наносится рисунок прозрачными красками с последующим обжигом.
- Комбинированный витраж — образуется сочетанием различных технологий создания витража.
- Пескоструйный витраж
- Спечной витраж (фьюзинг)
- Травлёный витраж
- Литой витраж — каждый модуль стекла отливается вручную либо выдувается. Стеклу, толщина которого варьируется от 5 до 30 мм также придаётся поверхностная фактура, которая преломляя свет усиливает выразительность. Для скрепления стёкол используется цементный раствор и металлическая арматура.

Имитация витража:
- Контурный заливной витраж — на поверхность стекла наносится рисунок акриловыми полимерами в два этапа: контур имитирует жилку классического витража, в образовавшихся, путём нанесения контура, замкнутых областях, выполняется вручную заливка цветных элементов (английская технология).
- Плёночный витраж — на поверхность стекла наклеивается свинцовая лента и разноцветная самоклеящаяся плёнка (английская технология).
- Накладной витраж — получается наклеиванием элементов на основу.